# زهرة الأجنف
زهرة الأجنف فنانة تونسية من مواليد مدينة قفصة، لها العديد من الأغاني التي لاقت نجاحاً في تونس أبرزها أغنية عرجون دقلة. شاركت بالعديد من المهرجانات ومنها مهرجان ليالي العبدلية في جنيف.